# Dry-tooling

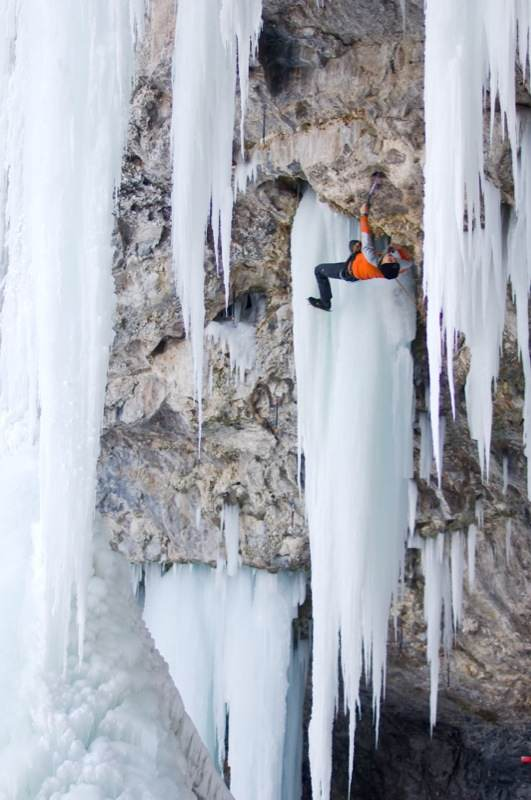
Un arrampicatore inizia ad affrontare una sezione di dry-tooling al termine di una candela di ghiaccio.

Il dry-tooling è la tecnica derivata dalla arrampicata su ghiaccio e dall'arrampicata su misto (misto di roccia e ghiaccio) che consiste nello scalare una parete di roccia utilizzando l'attrezzatura da ghiaccio, ossia le piccozze e i ramponi.

## Descrizione
Piccozze e ramponi vengono agganciati sugli appigli come fossero cliffhanger o incastrati nelle fessure. Le pareti di roccia su cui praticare questo sport non sono in comune con quelle per l'arrampicata sportiva ma si svolgono su pareti o settori di parete appositamente dedicati in quanto l'utilizzo di questa attrezzatura danneggia la roccia.
Per parlare di dry-tooling non è necessario che l'intera via sia di roccia: la tecnica del dry-tooling può essere applicata anche solo a una parte di una scalata su ghiaccio o misto, quando la neve e il ghiaccio vengono a mancare e si procede con la stessa attrezzatura sulla roccia. Anche le competizioni della Coppa del mondo di arrampicata su ghiaccio prevedono talvolta tratti di parete artificiale con prese d'arrampicata sulle quali ci si aggancia con piccozze e ramponi, utilizzando le tecniche del dry-tooling. Il grado di difficoltà delle vie di dry-tooling si misura con la scala M (Mixed) che va dall'M1 all'M13, scala utilizzata anche per l'arrampicata su percorsi misti di ghiaccio e roccia.

## Storia
Una delle motivazioni che hanno portato alla nascita del dry-tooling è stato l'affrontare cascate di ghiaccio sempre più difficili dove le candele di ghiaccio erano sospese e quindi era necessario affrontare anche pareti di roccia per raggiungerle. Pionieri di questa tecnica sono stati negli anni '90 alpinisti-arrampicatori come l'inglese Stevie Haston e l'americano Jeff Lowe. Famose salite di Stevie Haston alla fine degli anni '90 sono state:
- X-Files a Cogne nel 1998, prima via di difficoltà D10
- Empire Strikes Back sempre a Cogne nel 2000, prima via di difficoltà D11, aperta dopo un mese di tentativi.[3]

Nel 2004 si è raggiunto il livello del D13 con la salita da parte di Ben Firth della via The Game in una falesia chiamata Cineplex Cave in Canada. Nel 2007 la tedesca Ines Papert ha realizzato la prima salita femminile di un D13 con la via Law and Order a Diebsöfen in Austria.
Dal 2008 sono state salite tre vie con grado proposto di D14:
- Jedi mind tricks - Colorado (USA) - 2008 - Prima salita di Jeff Mercier senza speroni della via Jared Ogden e Ryan Nelson del 2004[8]
- Bichette light - Grenoble (FRA) - 2009 - Prima salita di Jeff Mercier
- Ironman - Eptingen (SUI) - 2012 - Prima salita di Robert Jasper[9]

Il 4 febbraio 2013 la ceca Lucie Hrozova è riuscita nella prima salita femminile di un D14, con la ripetizione di Ironman.
Nel gennaio 2016 Tom Ballard libera A line above the sky con la particolarità di salirla in DTS (acronimo per Dry-Tooling Style, indica che si deve arrampicare senza eseguire il movimento Yaniro anche chiamato Figure Four) portando il grado massimo a D15.
Il 17 agosto 2017 l'asticella viene ulteriormente alzata da Gord McArthur che dopo tre anni di tentativi annuncia la salita di Storm Giant, per cui è stato proposto il grado D16. Successivamente però nessuno ha mai confermato il grado assegnatoli.
Il 22 novembre 2017 l'italiana Angelika Rainer ripete A line above the sky determinando il primo D15 femminile.
Il 29 dicembre 2021 l'italiano Matteo Pilon sale per la prima volta Aletheia, nella Tana del Drago a Soccher, per cui propone il grado di D16.. Il 24 gennaio 2024 l'americano Kevin Lindlau ripete la via confermandone il grado e rendendola la via più dura al mondo.
Il 9 marzo 2024 l'italiano Matteo Pilon sale per la prima volta Téleios, nella Tana del Drago a Soccher, per cui propone il grado di D16+.

## Indoor
Il dry-tooling è praticabile anche indoor su strutture simili a quelle per l'arrampicata indoor, permettendone così la pratica non solo nei mesi invernali ma durante tutto l'anno.